# Gai Assulin
Gai Yigaal Assulin (Nahariya, 9 de abril de 1991) es un futbolista israelí que jugaba de centrocampista en la A. S. D. UniPomezia Virtus 1938 de la Serie D de Italia.
En sus comienzos se lo catalogó como «el próximo Messi», lo que le generó presión y contribuyó a que, en clubes como F. C. Barcelona o Manchester City, su nivel no llegara al esperado.

## Biografía
Gai Yigaal Assulin nació el 9 de abril de 1991 en Nahariya, aunque también se ha mencionado a Acre como su ciudad natal. Debido a su condición de «deportista de élite», cuando cumplió dieciocho años no debió realizar el servicio militar obligatorio de su país, que dura tres años. Obtuvo la nacionalidad española en julio de 2009.
Está en pareja y tiene una hija.

## Trayectoria
Comenzó su carrera en las categorías inferiores del Hapoel Haifa y el Beitar Nes Tubruk F. C. En 2003, ingresó al fútbol base del Fútbol Club Barcelona, en el Infantil B, luego de que los responsables de la cantera, Josep Colomer y Joan Martínez Vilaseca, lo vieran jugar en un partido en Andorra. En el transcurso de la temporada 2006-07, fue ascendido del Cadete A al Juvenil A. En «La Masía», jugó de extremo derecho y destacó por su capacidad de desborde y promedio de gol.
Recibió una oferta del Chelsea, que en ese momento dirigía Avram Grant, pero la rechazó por consejo de su familia. En la temporada 2007-08, bajo la dirección de Pep Guardiola, jugó en el Barcelona B, en Tercera División. A pesar de que era el más joven, participó en veintidós partidos, dio cuando menos dos asistencias, y convirtió ocho goles, el segundo registro más alto del equipo, que obtuvo el ascenso. Se le impuso una cláusula de rescisión de veinte millones de euros. La siguiente temporada, con Luis Enrique, jugó veintidós encuentros y anotó dos goles, pero no tuvo la misma continuidad y sufrió algunas lesiones.
En 2009, con Guardiola de entrenador en el primer equipo, sus posibilidades de subir a este incrementaron. Para ello, sin embargo, requería de un pasaporte europeo, pues era extracomunitario. En este contexto, se planteó una cesión para que pudiera jugar en un equipo de mayor nivel que la filial. Esto no fue necesario, ya que en julio le fue otorgada la nacionalidad española. Junto con otros nueve canteranos, realizó la pretemporada con el primer equipo. En su presentación, tuvo una buena actuación en un empate con el Tottenham Hotspur, disputado en el estadio de Wembley (Londres). Volvió a jugar de titular el siguiente partido, un 4 a 1 sobre el Al-Ahly. Su debut oficial se produjo el 28 de octubre, cuando actuó por la banda izquierda en la victoria por 2 a 0 frente a la Cultural Leonesa, en la ida de dieciseisavos de final de Copa del Rey, en la que fue sustituido por Éric Abidal. Paralelamente, en el Barcelona B fue suplente, jugó veinticinco partidos e hizo dos goles, y logró el ascenso.
A finales de esa temporada, Luis Enrique le informó que no lo tendría en cuenta para el siguiente año y el jugador procedió a desvincularse del club. Debido a una lesión en la rodilla, tuvo que esperar tres meses para fichar por el Manchester City, con el que firmó por cuatro años. En noviembre de 2011, se informó que sería traspasado a préstamo al Barnsley, pero esto no sucedió debido a que se lesionó. En el Manchester City solo jugó en reserva, lo que lo llevó a una cesión de un mes en el Brighton & Hove Albion en febrero de 2012, con opción de extensión. El entrenador Gustavo Poyet dijo: «Gai es muy capaz gracias a su técnica y su habilidad con el balón es estupenda. Mostró un gran potencial y fue un juvenil sobresaliente en el equipo de Pep Guardiola. Espero que use algo de ese potencial aquí».
Hizo su debut el 22 de febrero, en un empate sin goles con el Hull City que inició en el banco de suplentes. El mes siguiente, con cuatro partidos jugados, optó por extender la cesión hasta final de temporada. El 22 de mayo, tras disputar siete encuentros, el Manchester City rescindió su contrato. Tiempo después, el futbolista dijo que no tener continuidad fue «un factor negativo» que repercutió en su carrera posterior. El 11 de julio, se anunció su fichaje por el Racing de Santander, dirigido por Juan Carlos Unzué, quien era asistente de Luis Enrique en la filial del Barcelona y cuyo estilo de juego era propicio para Assulin. Sin embargo, Unzué fue despedido y lo sustituyeron diversos entrenadores, lo que fue contraproducente para el jugador. En Segunda, disputó veintisiete partidos, anotó tres goles y dio dos asistencias. Una de esas anotaciones se la marcó al Barcelona B, el 26 de abril de 2013 en una derrota por 2 a 1 que fue fundamental en el descenso a Segunda B.
En julio de ese año, firmó por tres temporadas con el Granada C. F., que lo consideraba una apuesta a futuro, por lo que lo cedió inmediatamente al Hércules C. F. de Segunda División, para que continuara su evolución. Después de ausentarse debido a problemas físicos, su debut en pretemporada fue ante el Granada el 31 de julio, en un empate en el que ingresó a los diez minutos del segundo tiempo. El siguiente amistoso, en el Trofeo Ciudad de Alicante, le marcó al Elche F. C. en un empate 1 a 1. El debut oficial en la temporada fue ante el Real Zaragoza, el 17 de agosto, en un empate a un gol. En la siguiente jornada, ante el C. D. Tenerife, fue expulsado en el minuto 38, luego de propinarle una patada a Carlos Ruiz cuando este no tenía el balón. Su entrenador, Quique Hernández, declaró: «Es una acción muy grave que lógicamente no podemos dejar pasar. Dejó al equipo tirado con diez y eso fue demasiado esfuerzo». A raíz de la «autoexpulsión», se le abrió un expediente disciplinario y su participación como titular se vio mermada. En liga, disputó 32 encuentros, convirtió tres goles y dio una asistencia, y el Hércules descendió.
El 15 de agosto de 2014, fichó por el R. C. D. Mallorca, a pedido del mánager Dudu Aouate. Disputó siete partidos, uno de titular, con Valeri Karpin, pero cuando este fue reemplazado por Miquel Soler, Assulin no volvió a jugar. En un momento, llegó a ser el jugador del primer equipo con menos minutos, con 117. A final de temporada, llegó a un acuerdo con el club para rescindir su contrato, válido hasta el siguiente año, y se le pagaron quince mil euros. El 5 de enero de 2016, firmó por un año y medio con el Hapoel Tel Aviv, que estaba a dos puntos de la zona de descenso. Esa temporada, no consiguió hacerse con la titularidad y apenas jugó.
El 10 de agosto ese año, se hizo oficial su traspaso al C. E. Sabadell, cuyo objetivo era salir de la Segunda División B. El 17 de marzo de 2017, en un partido contra el Barcelona B, sufrió una lesión que derivó en una operación por un desprendimiento de cartílago en la rodilla, que se hizo a finales de abril. El equipo, por otro lado, no logró ascender. La vuelta del futbolista fue en la siguiente temporada, pero el 27 de noviembre volvió a lesionarse, esta vez en un partido contra la S. D. Formentera. En un año y medio, jugó veintiséis encuentros y marcó tres goles, dos a la Associació Esportiva Prat y uno al Ontinyent C. F. A principios de 2018, rescindió su contrato.
Posteriormente, fichó por el Kairat Almaty de Kazajistán, donde solo jugó un partido y se fue libre. El 28 de septiembre de 2019 firmó con el Politehnica Iași de la primera división rumana. Realizó su debut el 23 de noviembre en un empate por la liga con el Voluntari, donde ingresó en el segundo tiempo en lugar de Rodny Lopes Cabral. En las siguientes dos jornadas, también fue sustituto en los encuentros contra el Dinamo de Bucarest y el Steaua de Bucarest, que resultaron en dos derrotas. Pasaron siete meses para que jugara su siguiente partido, la semifinal de la Copa de Rumania donde su equipo quedó eliminado ante el A. C. S. Sepsi.
Abandonó el club rumano a inicios del año 2021 y se marchó a Italia para jugar en la A. C. Crema 1908 que militaba en la Serie D. Tras terminar la temporada quedó libre y en enero de 2022 se unió a la A. S. D. UniPomezia Virtus 1938.

### Selección nacional
Fue convocado por Dror Kashtan para un encuentro amistoso contra Chile, que se disputó el 25 de marzo de 2008. Se convirtió, unos días antes de cumplir diecisiete años, en el futbolista más joven en debutar en la selección israelí. Jugó en el conjunto nacional antes que en el primer equipo de su club, algo que no sucedía desde 1962, cuando el propio Kashtan lo hizo. Después de esto, integró el equipo sub-21, con el que rechazó disputar la Eurocopa Sub-21 de 2013 para centrarse en su club.

## Estadísticas

### Clubes
Actualizado al último partido jugado el 17 de octubre de 2020.
| Club                                                                                        | Div.                | Temporada           | Liga  | Liga  | Liga   | Copas nacionales(1) | Copas nacionales(1) | Copas nacionales(1) | Torneos internacionales(2) | Torneos internacionales(2) | Torneos internacionales(2) | Total | Total | Total  |
| Club                                                                                        | Div.                | Temporada           | Part. | Goles | Asist. | Part.               | Goles               | Asist.              | Part.                      | Goles                      | Asist.                     | Part. | Goles | Asist. |
| ------------------------------------------------------------------------------------------- | ------------------- | ------------------- | ----- | ----- | ------ | ------------------- | ------------------- | ------------------- | -------------------------- | -------------------------- | -------------------------- | ----- | ----- | ------ |
| F. C. Barcelona "B" · España                                                                |                     |                     |       |       |        |                     |                     |                     |                            |                            |                            |       |       |        |
| 3.ª                                                                                         | 2007-08             | 22                  | 8     | 2     | —      | —                   | —                   | —                   | —                          | —                          | 22                         | 8     | 2     |        |
| 2.ª B                                                                                       | 2008-09             | 22                  | 2     | ?     | —      | —                   | —                   | —                   | —                          | —                          | 22                         | 2     | ?     |        |
| 2.ª B                                                                                       | 2009-10             | 25                  | 2     | ?     | —      | —                   | —                   | —                   | —                          | —                          | 25                         | 2     | ?     |        |
| Total                                                                                       | Total               | 69                  | 12    | 2     | 0      | 0                   | 0                   | 0                   | 0                          | 0                          | 69                         | 12    | 2     |        |
| F. C. Barcelona · España                                                                    |                     |                     |       |       |        |                     |                     |                     |                            |                            |                            |       |       |        |
| 1.ª                                                                                         | 2009-10             | —                   | —     | —     | 1      | 0                   | 0                   | 0                   | 0                          | 0                          | 1                          | 0     | 0     |        |
| Total                                                                                       | Total               | 0                   | 0     | 0     | 1      | 0                   | 0                   | 0                   | 0                          | 0                          | 1                          | 0     | 0     |        |
| Manchester City E. D. S. Inglaterra                                                         |                     |                     |       |       |        |                     |                     |                     |                            |                            |                            |       |       |        |
| Res.                                                                                        | 2010-11             | 3                   | 0     | 1     | —      | —                   | —                   | —                   | —                          | —                          | 3                          | 0     | 1     |        |
| Total                                                                                       | Total               | 3                   | 0     | 1     | 0      | 0                   | 0                   | 0                   | 0                          | 0                          | 3                          | 0     | 1     |        |
| Brighton & Hove Albion Inglaterra                                                           |                     |                     |       |       |        |                     |                     |                     |                            |                            |                            |       |       |        |
| 2.ª                                                                                         | 2011-12             | 7                   | 0     | 0     | —      | —                   | —                   | —                   | —                          | —                          | 7                          | 0     | 0     |        |
| Total                                                                                       | Total               | 7                   | 0     | 0     | 0      | 0                   | 0                   | 0                   | 0                          | 0                          | 7                          | 0     | 0     |        |
| Racing de Santander · España                                                                |                     |                     |       |       |        |                     |                     |                     |                            |                            |                            |       |       |        |
| 2.ª                                                                                         | 2012-13             | 27                  | 3     | 2     | —      | —                   | —                   | —                   | —                          | —                          | 27                         | 3     | 2     |        |
| Total                                                                                       | Total               | 27                  | 3     | 2     | 0      | 0                   | 0                   | 0                   | 0                          | 0                          | 27                         | 3     | 2     |        |
| Hércules C. F. · España                                                                     |                     |                     |       |       |        |                     |                     |                     |                            |                            |                            |       |       |        |
| 2.ª                                                                                         | 2013-14             | 32                  | 3     | 1     | 2      | 0                   | 0                   | —                   | —                          | —                          | 34                         | 3     | 1     |        |
| Total                                                                                       | Total               | 32                  | 3     | 1     | 2      | 0                   | 0                   | 0                   | 0                          | 0                          | 34                         | 3     | 1     |        |
| R. C. D. Mallorca · España                                                                  |                     |                     |       |       |        |                     |                     |                     |                            |                            |                            |       |       |        |
| 2.ª                                                                                         | 2014-15             | 6                   | 0     | 0     | 1      | 0                   | 0                   | —                   | —                          | —                          | 7                          | 0     | 0     |        |
| Total                                                                                       | Total               | 6                   | 0     | 0     | 1      | 0                   | 0                   | 0                   | 0                          | 0                          | 7                          | 0     | 0     |        |
| Hapoel Tel Aviv Israel                                                                      |                     |                     |       |       |        |                     |                     |                     |                            |                            |                            |       |       |        |
| 1.ª                                                                                         | 2015-16             | 7                   | 0     | 0     | —      | —                   | —                   | —                   | —                          | —                          | 7                          | 0     | 0     |        |
| Total                                                                                       | Total               | 7                   | 0     | 0     | 0      | 0                   | 0                   | 0                   | 0                          | 0                          | 7                          | 0     | 0     |        |
| C. E. Sabadell · España                                                                     |                     |                     |       |       |        |                     |                     |                     |                            |                            |                            |       |       |        |
| 2.ª B                                                                                       | 2016-17             | 18                  | 2     | 1     | —      | —                   | —                   | —                   | —                          | —                          | 18                         | 2     | 1     |        |
| 2.ª B                                                                                       | 2017-18             | 8                   | 1     | 0     | —      | —                   | —                   | —                   | —                          | —                          | 8                          | 1     | 0     |        |
| Total                                                                                       | Total               | 26                  | 3     | 1     | 0      | 0                   | 0                   | 0                   | 0                          | 0                          | 26                         | 3     | 1     |        |
| Kairat Almaty · Kazajistán                                                                  |                     |                     |       |       |        |                     |                     |                     |                            |                            |                            |       |       |        |
| 1.ª                                                                                         | 2017-18             | 1                   | 0     | 0     | —      | —                   | —                   | —                   | —                          | —                          | 1                          | 0     | 0     |        |
| Total                                                                                       | Total               | 1                   | 0     | 0     | 0      | 0                   | 0                   | 0                   | 0                          | 0                          | 1                          | 0     | 0     |        |
| Politehnica Iași · Rumania                                                                  |                     |                     |       |       |        |                     |                     |                     |                            |                            |                            |       |       |        |
| 1.ª                                                                                         | 2019-20             | 4                   | 0     | 0     | 1      | 0                   | 0                   | —                   | —                          | —                          | 5                          | 0     | 0     |        |
| 1.ª                                                                                         | 2020-21             | 2                   | 0     | 0     | —      | —                   | —                   | —                   | —                          | —                          | 2                          | 0     | 0     |        |
| Total                                                                                       | Total               | 6                   | 0     | 0     | 1      | 0                   | 0                   | 0                   | 0                          | 0                          | 7                          | 0     | 0     |        |
| A. C. Crema 1908 · Italia                                                                   |                     |                     |       |       |        |                     |                     |                     |                            |                            |                            |       |       |        |
| 4.ª                                                                                         | 2020-21             | 14                  | 2     | 3     | —      | —                   | —                   | —                   | —                          | —                          | 14                         | 2     | 3     |        |
| Total                                                                                       | Total               | 14                  | 2     | 3     | 0      | 0                   | 0                   | 0                   | 0                          | 0                          | 14                         | 2     | 3     |        |
| Total en su carrera                                                                         | Total en su carrera | Total en su carrera | 198   | 23    | 10     | 5                   | 0                   | 0                   | 0                          | 0                          | 0                          | 203   | 23    | 10     |
| (1) Incluye datos de la Copa del Rey. (2) Incluye datos de la Liga de Campeones de la UEFA. |                     |                     |       |       |        |                     |                     |                     |                            |                            |                            |       |       |        |

### Selección
Actualizado hasta su último partido jugado.
| Sub-21 Israel                                               | 2008          | 1  | 0 | 0 | 4 | 0 | 0 | 5  | 0 | 0 |
| Sub-21 Israel                                               | 2009          | 2  | 0 | 0 | 3 | 0 | 0 | 5  | 0 | 0 |
| Sub-21 Israel                                               | 2010          | 3  | 0 | 0 | 1 | 0 | 0 | 4  | 0 | 0 |
| Sub-21 Israel                                               | 2011          | 3  | 0 | 0 | — | — | — | 3  | 0 | 0 |
| Sub-21 Israel                                               | 2012          | 3  | 0 | 0 | — | — | — | 3  | 0 | 0 |
| Sub-21 Israel                                               | Total         | 12 | 0 | 0 | 8 | 0 | 0 | 20 | 0 | 0 |
| Absoluta Israel                                             | 2008          | 1  | 0 | 0 | — | — | — | 1  | 0 | 0 |
| Absoluta Israel                                             | Total         | 1  | 0 | 0 | 0 | 0 | 0 | 1  | 0 | 0 |
| Total carrera                                               | Total carrera | 13 | 0 | 0 | 8 | 0 | 0 | 21 | 0 | 0 |
| (1) Incluye los partidos de fases clasificatorias europeas. |               |    |   |   |   |   |   |    |   |   |

### Resumen
| Competición           | Partidos | Goles | Asistencias | Promedio |
| --------------------- | -------- | ----- | ----------- | -------- |
| Liga                  | 184      | 21    | 7           | 0,11     |
| Copas nacionales      | 5        | 0     | 0           | 0,00     |
| Copas internacionales | 0        | 0     | 0           | 0,00     |
| Selección             | 21       | 0     | 0           | 0,00     |
| Total                 | 210      | 21    | 7           | 0,01     |

## Palmarés

### Campeonatos nacionales
| Título                       | Club                | País   | Año     |
| ---------------------------- | ------------------- | ------ | ------- |
| Ascenso a Segunda División B | F. C. Barcelona "B" | España | 2007-08 |
| Ascenso a Segunda División   | F. C. Barcelona "B" | España | 2009-10 |

### Distinciones
| Distinción                                              | Fecha               |
| ------------------------------------------------------- | ------------------- |
| Jugador más joven en debutar en la selección de Israel. | 25 de marzo de 2008 |